# 1 Juan 2

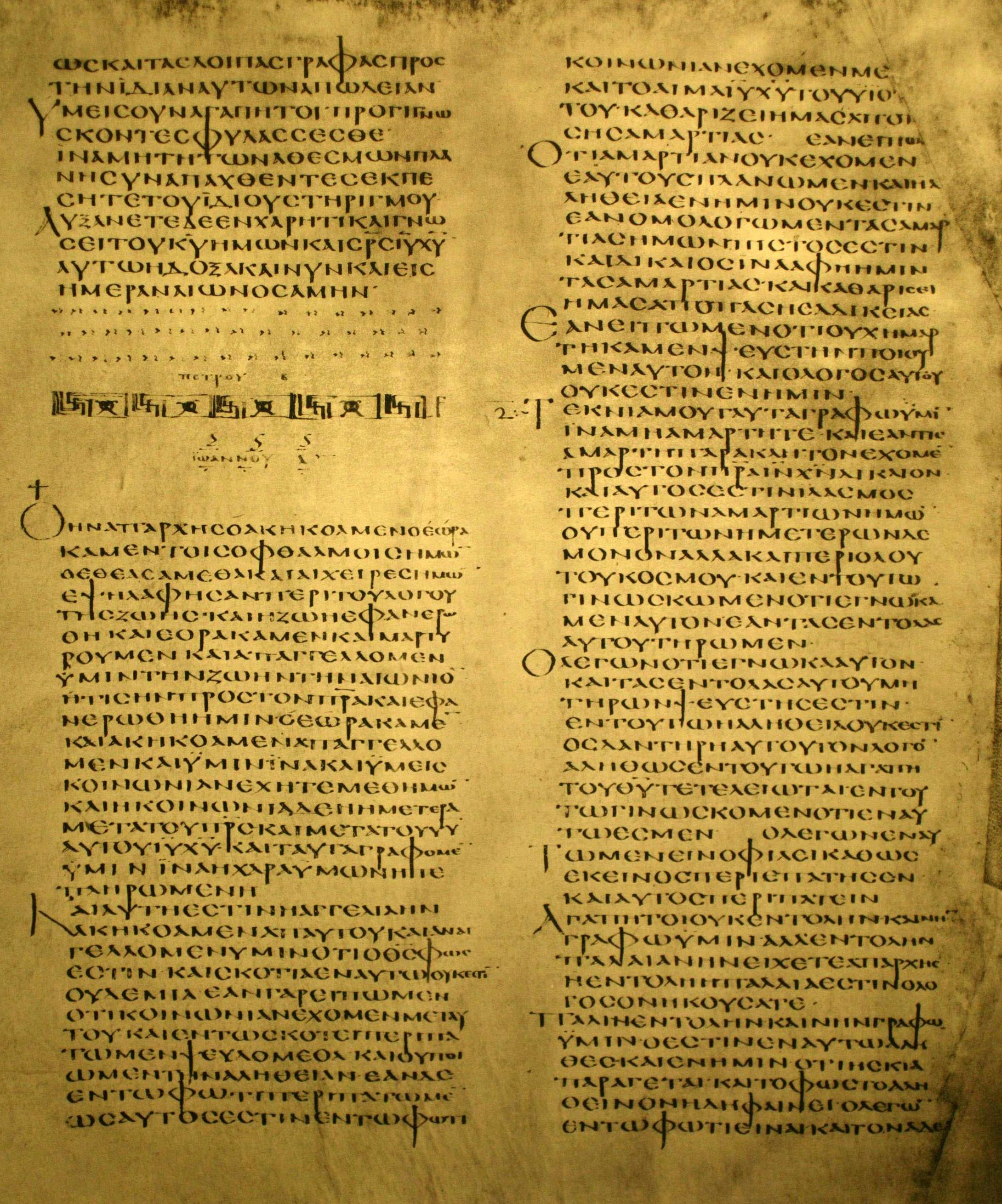
El final de la Segunda epístola de Pedro (capítulo 3:16-18) y el comienzo de la Primera epístola de Juan (capítulo 1:1-2:9) en la misma columna, en el Codex Alexandrinus que se cree fue realizado entre 400-440 CE.

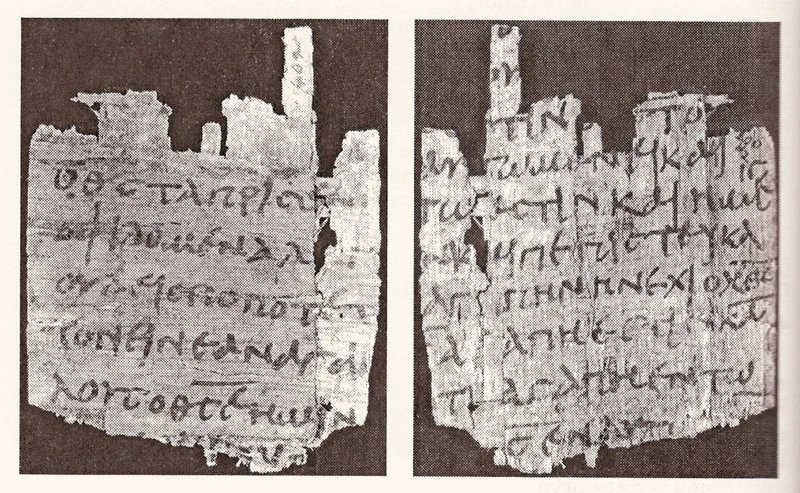
Extracto de la Primera Epístola de Juan en el Papiro 9.

1 Juan 2 es el segundo capítulo de la Primera epístola de Juan del Nuevo Testamento de la Biblia Cristiana compuesta por Juan, uno de los primeros Doce Apóstoles de Jesús.

## Texto
- La carta original fue escrita en griego koiné.
- Algunos de los manuscritos griegos más antiguos que contienen copias de este capítulo incluyen
  - Codex Vaticanus (~325-350 M)
  - Codex Sinaiticus (~330-360 M)
  - Codex Alexandrinus (~400-440 M)
  - Codex Ephraemi Rescriptus (~450 d. C.; completo)
  - Papiro 74 (siglo VII; se conservan: versículos 1-2,7,13-14,18-19,25-26)
- Este capítulo se divide en 29 versículos.
- Contiene enseñanzas sobre el Anticristo.

## Estructura
División en capítulos (con referencias cruzadas a otras partes de la Biblia):
- 1  Juan 2:1-6 = Cristo nuestro mediador
- 1  Juan 2:7-17 = El nuevo mandamiento
- 1  Juan 2:18-27 = Anticristo
- 1  Juan 2:28-29 = Hijos de Dios

## Contenido
- Prólogo. Versículos 1-2
- Cumplir los mandamientos. Versículos 3-11
- Confianza en los fieles. Versículos 12-14
- Guardarse del mundo. Versículos 15-17
- Permanecer en la verdad, frente s los herejes. Versículos 18-29

Estos versículos se presentan como una exhortación dirigida a todos los cristianos, aplicable según la situación de cada uno. Los términos «hijos» y «niños» podrían aludir a los recién bautizados, mientras que «padres» y «jóvenes» se referirían a quienes han avanzado en su camino de fe: los «padres» por su capacidad de engendrar a otros en la fe, y los «jóvenes» por su lucha constante y su victoria, con la ayuda de la gracia, sobre las tentaciones del mundo.
Estos versículos se presentan como una exhortación dirigida a todos los cristianos, aplicable según la situación de cada uno. Los términos «hijos» y «niños» podrían aludir a los recién bautizados, mientras que «padres» y «jóvenes» se referirían a quienes han avanzado en su camino de fe: los «padres» por su capacidad de engendrar a otros en la fe, y los «jóvenes» por su lucha constante y su victoria, con la ayuda de la gracia, sobre las tentaciones del mundo.

### Prólogo. Versículos 1-2
1-Hijos míos, os escribo estas cosas para que no pequéis. Pero si alguno peca, tenemos un abogado ante el Padre: Jesucristo, el Justo.
2-Él es la víctima propiciatoria por nuestros pecados; y no sólo por los nuestros, sino por los de todo el mundo.

### Cumplir los mandamientos. Versículos 3-11
3-En esto sabemos que le hemos conocido: en que guardamos sus mandamientos. 
4-Quien dice: «Yo le conozco», pero no guarda sus mandamientos, es un mentiroso, y en ése no está la verdad. 
5-En cambio, quien guarda su palabra, en ése el amor de Dios ha alcanzado verdaderamente su perfección. En esto sabemos que estamos en Él. 
6-Quien dice que permanece en Dios, debe caminar como él caminó. 
7-Queridísimos: no os escribo un mandamiento nuevo, sino un mandamiento antiguo, que tenéis desde el principio: este mandamiento antiguo es la palabra que habéis escuchado. 
8-Y, sin embargo, os escribo un mandamiento nuevo, que se verifica en él y en vosotros, porque las tinieblas van desapareciendo y brilla ya la luz verdadera. 
9-Quien dice que está en la luz y aborrece a su hermano, está todavía en las tinieblas. 
10-Quien ama a su hermano permanece en la luz y no corre peligro de tropezar. 
11-En cambio, quien aborrece a su hermano está en las tinieblas y camina por ellas, sin saber adónde va, porque las tinieblas le han cegado los ojos.

#### Comentario a los versículos 3-11
En la carta, «conocer a Dios» no se refiere a un conocimiento teórico, sino a una unión con Él mediante la fe y el amor, vivida en la gracia. La novedad del mandamiento radica no en su formulación —ya presente en el Antiguo Testamento (cf. Lv 19,18)—, sino en la medida que Jesús establece: «como yo os he amado» (Jn 13,34), y en su carácter universal, que exige amar a todos, sin distinción de raza, ideología o condición social, incluyendo amigos y enemigos.

¿Cuál es la perfección del amor? Amar a los enemigos y amarlos para que se conviertan en hermanos.

El principal apostolado que los cristianos hemos de realizar en el mundo, el mejor testimonio de fe, es contribuir a que dentro de la Iglesia se respire el clima de la auténtica caridad.

### Confianza en los fieles. Versículos 12-14
12-Os escribo a vosotros, hijos, porque por su nombre se os han perdonado los pecados. 
13-Os escribo a vosotros, padres, porque habéis conocido al que existe desde el principio. Os escribo a vosotros, jóvenes, porque habéis vencido al Maligno. 
14-Os he escrito a vosotros, niños, porque habéis conocido al Padre. Os he escrito a vosotros, padres, porque habéis conocido al que existe desde el principio. Os he escrito a vosotros, jóvenes, porque sois fuertes, y la palabra de Dios permanece en vosotros, y habéis vencido al Maligno.

#### Comentario a los versículos 12-14
Estos versículos se presentan como una exhortación dirigida a todos los cristianos, aplicable según la situación de cada uno. Los términos «hijos» y «niños» podrían aludir a los recién bautizados, mientras que «padres» y «jóvenes» se referirían a quienes han avanzado en su camino de fe: los «padres» por su capacidad de engendrar a otros en la fe, y los «jóvenes» por su lucha constante y su victoria, con la ayuda de la gracia, sobre las tentaciones del mundo.

Acordaos de que sois padres; si os olvidáis de Aquel que es desde el principio, habéis perdido la paternidad. También considerad una y otra vez que sois jóvenes: luchad por vencer; venced para ser coronados; sed humildes para no sucumbir en la lucha.

Comentando la frase: «¡Habéis vencido al Maligno!» (v. 13), Juan Pablo II enseña: 

Conviene remontarse constantemente a las raíces del mal y del pecado en la historia de la humanidad y del universo, como Cristo se remontó a estas mismas raíces en su misterio pascual de la Cruz y de la Resurrección. No hay que tener miedo de llamar por su nombre al primer artífice del mal: al Maligno.

### Guardarse del mundo. Versículos 15-17
15-No améis al mundo ni lo que hay en el mundo. Si alguno ama al mundo, el amor del Padre no está en él. 
16-Porque todo lo que hay en el mundo —la concupiscencia de la carne, la concupiscencia de los ojos y la arrogancia de los bienes terrenos— no procede del Padre, sino del mundo. 
17-Y el mundo es pasajero, y también sus concupiscencias; pero quien cumple la voluntad de Dios permanece para siempre.

#### Comentarios a los versículos 15-17
«Mundo» tiene aquí el sentido peyorativo de enemigo de Dios y del hombre, abarcando todo lo que se opone a Dios: el reino del pecado. «Arrogancia de los bienes terrenos» (v. 16) se ha venido traduciendo habitualmente como «soberbia de la vida». 

San Juan distingue tres especies de codicia o concupiscencia (…). Siguiendo la tradición catequética católica, el noveno mandamiento proscribe la concupiscencia de la carne; el décimo prohíbe la codicia del bien ajeno.

La enumeración que hace San Juan de las manifestaciones de una vida mundana (v. 16) es un compendio de lo que se opone a la fidelidad al amor de Dios. «La concupiscencia de la carne no se reduce exclusivamente al desorden de la sensualidad, sino también a la comodidad, a la falta de vibración, que empuja a buscar lo más fácil, lo más placentero, el camino en apariencia más corto, aun a costa de ceder en la fidelidad a Dios (…). El otro enemigo, es la concupiscencia de los ojos, una avaricia de fondo, que lleva a no valorar sino lo que se puede tocar. Los ojos que se quedan como pegados a las cosas terrenas, pero también los ojos que, por eso mismo, no saben descubrir las realidades sobrenaturales. Por tanto, podemos utilizar la expresión de la Sagrada Escritura, para referirnos a la avaricia de los bienes materiales, y además a esa deformación que lleva a observar lo que nos rodea —los demás, las circunstancias de nuestra vida y de nuestro tiempo— sólo con visión humana. »Los ojos del alma se embotan; la razón se cree autosuficiente para entender todo, prescindiendo de Dios. Es una tentación sutil, que se ampara en la dignidad de la inteligencia, que Nuestro Padre Dios ha dado al hombre para que lo conozca y lo ame libremente. Arrastrada por esa tentación, la inteligencia humana se considera el centro del universo, se entusiasma de nuevo con el seréis como dioses (Gn 3,5) y, al llenarse de amor por sí misma, vuelve la espalda al amor de Dios. La existencia nuestra puede, de este modo, entregarse sin condiciones en manos del tercer enemigo, de la superbia vitae. No se trata sólo de pensamientos efímeros de vanidad o de amor propio: es un engreimiento general. No nos engañemos, porque éste es el peor de los males, la raíz de todos los descaminos. La lucha contra la soberbia ha de ser constante, que no en vano se ha dicho gráficamente que esa pasión muere un día después de que cada persona muera. Es la altivez del fariseo, a quien Dios se resiste a justificar, porque encuentra en él una barrera de autosuficiencia. Es la arrogancia, que conduce a despreciar a los demás hombres, a dominarlos, a maltratarlos: porque donde hay soberbia allí hay ofensa y deshonra (Pr 11,2).

### Permanecer en la verdad, frente a los herejes. Versículos 18-29
18-Hijitos, es la última hora. Habéis oído que tiene que venir el Anticristo: pues bien, ya han aparecido muchos anticristos. Por eso sabemos que es la última hora. 
19-Salieron de entre nosotros, pero no eran de los nuestros...
20-En cuanto a vosotros, tenéis la unción del Santo; y todos estáis instruidos...
......
26-Os escribo esto a propósito de los que pretenden engañaros. 
27-En cuanto a vosotros, la unción que recibisteis de él permanece en vosotros, y no necesitáis que nadie os enseñe. Es más, tal como su unción —que es verdadera y no engaña— os enseña acerca de todas las cosas, permaneced en él, del mismo modo que os enseñó. 
28-Y ahora, hijos, permaneced en él, para que cuando se manifieste, tengamos confianza y no quedemos avergonzados lejos de él, en su venida. 
29-Si sabéis que él es justo, sabed también que todo el que obra la justicia ha nacido de él.

#### Comentarios a los versículos 18-29
La presencia de herejes parece cumplir la predicción del Señor sobre la llegada del Anticristo, marcando el inicio de «la última hora». Esta expresión refleja el anhelo de los primeros cristianos por la segunda venida de Cristo o Parusía, indicando que todo lo que ocurre prepara ese momento. El término «Anticristo» aparece únicamente en las cartas de Juan (2,18.22; 4,3; 2 Jn 7), pero sus características coinciden con las del «hombre impío» o «adversario» que menciona Pablo y con las «Bestias» del Apocalipsis. Lo que los define es su oposición radical a Cristo, a su doctrina y a sus seguidores. 
No es sencillo determinar si el Anticristo debe entenderse como una figura individual o colectiva. Según las cartas de San Juan, parece referirse más bien a un sentido colectivo: el conjunto de aquellos que se oponen a Cristo —los «muchos anticristos»—, quienes han estado presentes desde los inicios del cristianismo y continuarán luchando contra el Señor hasta el final de los tiempos. La «unción del Santo» alude a la acción del Padre y del Hijo por medio del Espíritu Santo, que se manifiesta en los cristianos a través del Bautismo. Por ello, los cristianos no necesitan recurrir a enseñanzas ajenas a las de la Iglesia, pues, guiados por el Espíritu Santo, poseen la certeza de la fe...

...cuando “desde los obispos hasta el último de los laicos cristianos”  muestran estar totalmente de acuerdo en cuestiones de fe y de moral.

Éste es el denominado sentido sobrenatural de la fe de los fieles (sensus fidelium). El v. 22 contiene una verdad fundamental de la fe: para ser cristiano es necesario creer que Jesús, el que vivió entre nosotros, es el Mesías, el Hijo de Dios: 

Son claramente opuestas a esta fe las opiniones según las cuales no sería revelado y conocido que el Hijo de Dios subsiste desde la Eternidad en el misterio de Dios, distinto del Padre y del Espíritu Santo; e igualmente, las opiniones según las cuales debería abandonarse la noción de la única persona de Jesucristo, nacida del Padre antes de todos los siglos según la naturaleza divina, y en el tiempo de María Virgen según la naturaleza humana; y, finalmente, la afirmación según la cual la Humanidad de Jesucristo existiría, no como asumida en la persona eterna del Hijo de Dios, sino, más bien, en sí misma como persona humana y, en consecuencia, el misterio de Jesucristo consistiría en el hecho de que Dios, al revelarse, estaría de un modo sumo presente en la persona humana de Jesús.

La unción (v. 27) se refiere al Espíritu Santo, que actúa en los fieles instruyéndolos «acerca de todas las cosas».